# NGC 7038
NGC 7038 este o hi (21cm) source⁠(d) situată în constelația Indianul. A fost descoperită în 30 septembrie 1834 de către John Herschel. Se află la o distanță de 69,46 de megaparseci de Pământ.